# Liolaemus pleopholis
Liolaemus pleopholis este o specie de șopârle din genul Liolaemus, familia Tropiduridae, descrisă de Laurent 1998. Conform Catalogue of Life specia Liolaemus pleopholis nu are subspecii cunoscute.